# Бровахівська сільська рада
Бро́вахівська сільська́ ра́да — адміністративно-територіальна одиниця та орган місцевого самоврядування в Корсунь-Шевченківському районі Черкаської області. Адміністративний центр — село Бровахи.

## Загальні відомості
- Населення ради: 667 осіб (станом на 2001 рік)

## Населені пункти
Сільській раді підпорядковані населені пункти:
- с. Бровахи
- с. Буда-Бровахівська

## Склад ради
Рада складається з 14 депутатів та голови.
- Голова ради: Назаренко Олександр Іванович
- Секретар ради: Сичкова Галина Анатоліївна

### Керівний склад попередніх скликань
| Прізвище, ім'я, по батькові  | Основні відомості                                                 | Дата обрання | Дата звільнення |
| ---------------------------- | ----------------------------------------------------------------- | ------------ | --------------- |
| Сичков Анатолій Петрович     | Сільський голова, 1957 року народження, член Народної партії      | 26.03.2006   | 31.10.2010      |
| Назаренко Олександр Іванович | Сільський голова, 1968 року народження, освіта вища, безпартійний | 31.10.2010   |                 |

Примітка: таблиця складена за даними сайту Верховної Ради України

### Депутати
За результатами місцевих виборів 2010 року депутатами ради стали:

#### За суб'єктами висування
| Суб'єкт висування | Кількість обраних депутатів | %    |
| ----------------- | --------------------------- | ---- |
| Самовисування     | 11                          | 78,6 |
| Партія регіонів   | 3                           | 21,4 |

#### За округами
| № округу        | Прізвище, ім'я, по батькові   | Дата визнання обраним | Освіта  | Партійна приналежність | Відомості про обраного депутата              |
| --------------- | ----------------------------- | --------------------- | ------- | ---------------------- | -------------------------------------------- |
| Партія регіонів |                               |                       |         |                        |                                              |
| 2               | Мисько Лідія Іванівна         | 03.11.2010            | вища    | член Партії регіонів   | пенсіонер                                    |
| 5               | Сичкова Галина Анатоліївна    | 03.11.2010            | вища    | член Партії регіонів   | Бровахівська сільська рада, секретар         |
| 10              | Тищенко Віктор Петрович       | 03.11.2010            | середня | член Партії регіонів   | ЗАТ НВФ «Урожай», тракторист                 |
| Самовисування   |                               |                       |         |                        |                                              |
| 1               | Миронюк Любов Степанівна      | 03.11.2010            | вища    | позапартійна           | тимчасово не працює                          |
| 3               | Довженок Валентина Петрівна   | 03.11.2010            | вища    | позапартійна           | поштове відділення с. Бровахи, начальник     |
| 4               | Льовіна Наталія Петрівна      | 03.11.2010            | вища    | позапартійна           | тимчасово не працює                          |
| 6               | Лисенко Микола Андрійович     | 03.11.2010            | середня | позапартійний          | тимчасово не працює                          |
| 7               | Бзенко Людмила Михайлівна     | 03.11.2010            | вища    | позапартійна           | Бровахівська сільська рада, бухгалтер        |
| 8               | Сисенко Ольга Володимирівна   | 03.11.2010            | вища    | позапартійна           | Поштове відділення, листоноша                |
| 9               | Засоріна Лариса Петрівна      | 03.11.2010            | вища    | позапартійна           | Бровахівський філіал-бібліотека, завідувачка |
| 11              | Терещенко Микола Онопрійович  | 03.11.2010            | вища    | позапартійний          | ЗАТ НВФ «Урожай», сторож                     |
| 12              | Осіпенко Наталія Павлівна     | 03.11.2010            | вища    | позапартійна           | тимчасово не працює                          |
| 13              | Ведмеденко Олександр Іванович | 03.11.2010            | вища    | позапартійний          | «Восход», токар                              |
| 14              | Сітковська Ганна Павлівна     | 03.11.2010            | вища    | позапартійна           | пенсіонер                                    |